# Пащенівка (Кременчуцький район)
Паще́нівка — село в Україні, у Кременчуцькому районі Полтавської області. Входить до складу Піщанської сільської громади. Населення становить 33 осіб. До 2020 року орган місцевого самоврядування — Недогарківська сільська рада.

## Населення

### Мова
Розподіл населення за рідною мовою за даними перепису 2001 року:
| Мова       | Кількість | Відсоток |
| ---------- | --------- | -------- |
| українська | 29        | 87.88%   |
| російська  | 4         | 12.12%   |
| Усього     | 33        | 100%     |

## Географія
Село Пащенівка знаходиться на відстані 0,5 км від села Рокитне-Донівка та за 1,5 км - село Недогарки.